# Зела, Ваче
Ваче Зела (7 апреля 1939, Люшня — 6 февраля 2014, Базель) — албанская певица, исполнительница народной музыки, шансона и песен в художественных фильмах. На протяжении карьеры десять раз становилась победительницей национального музыкального фестиваля Festivali i Këngës: в частности, в 1962 году стала победительницей первого фестиваля с песней Fëmija e parë, а затем занимала на нём первые места в 1964, 1966, 1967, 1968, 1970, 1973, 1976, 1977 и 1980 годах (в 1968 году победила в дуэте с Рамизом Ковачи). В 1981 году в двадцатый и последний раз принимала участие в этом фестивале.
Родилась в день вторжения в Албанию итальянских фашистов. Способности к пению впервые проявила ещё в раннем возрасте, в школе в родном городе Люшня; также часто самодеятельно выступала в городском парке и на городских концертах. Несмотря на неодобрение родителей, после окончания школы отправилась в Тирану, планируя поступить в центральную школу искусств; потерпев неудачу на экзаменах, поступила в школу искусств имени Кемаля Стафы, где изучала пение и игру на гитаре. Завершив учёбу, первоначально выступала в военном эстрадном театре, затем перешла в государственный ансамбль народной песни и пляски.
Получила множество наград за свою деятельность, в том числе в 1977 году была удостоена звания «народного артиста» (алб. Artiste е Popullit). В декабре 2002 года президент Албании Бамир Топи вручил ей орден «Честь нации». На родине её нередко называли «золотым голосом Албании» (алб. Zëri i Artë i Shqipërisë), «святой иконой албанской песни» (алб. Ikona e Shenjtë e Këngës Shqiptare), «звездой албанской музыки» (алб. Ylli i Muzikës Shqiptare) и «королевой албанской песни» (алб. Mbretëresha e Këngës Shqiptare). Кинотеатр в её родном городе назван в её честь.
С 2002 года тяжело болела и вместе с мужем и дочерью проживала в Базеле, Швейцария, где и скончалась в феврале 2014 года.